# イナウ

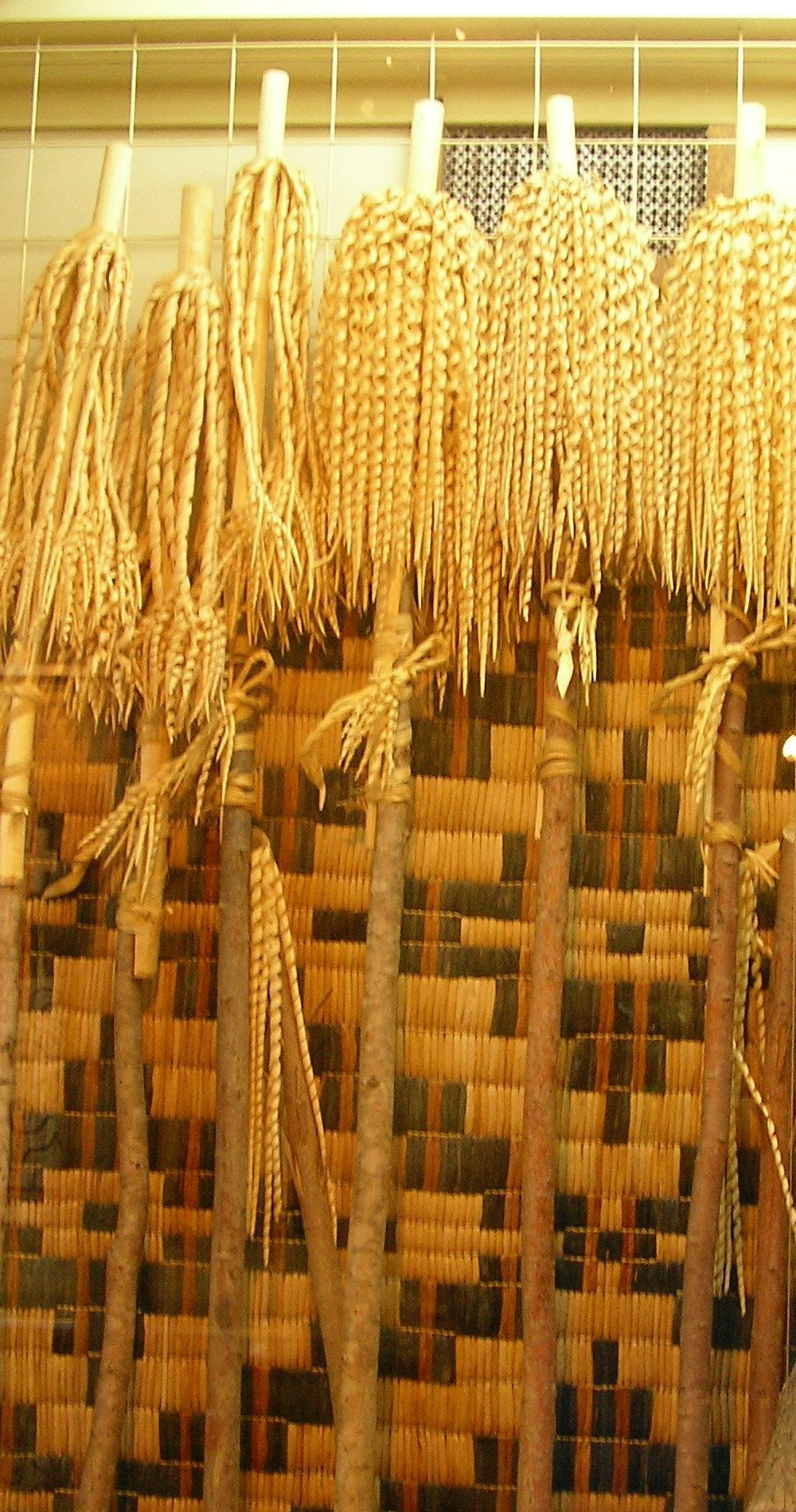
萱野茂二風谷アイヌ資料館に於けるイナウ。平取町、北海道

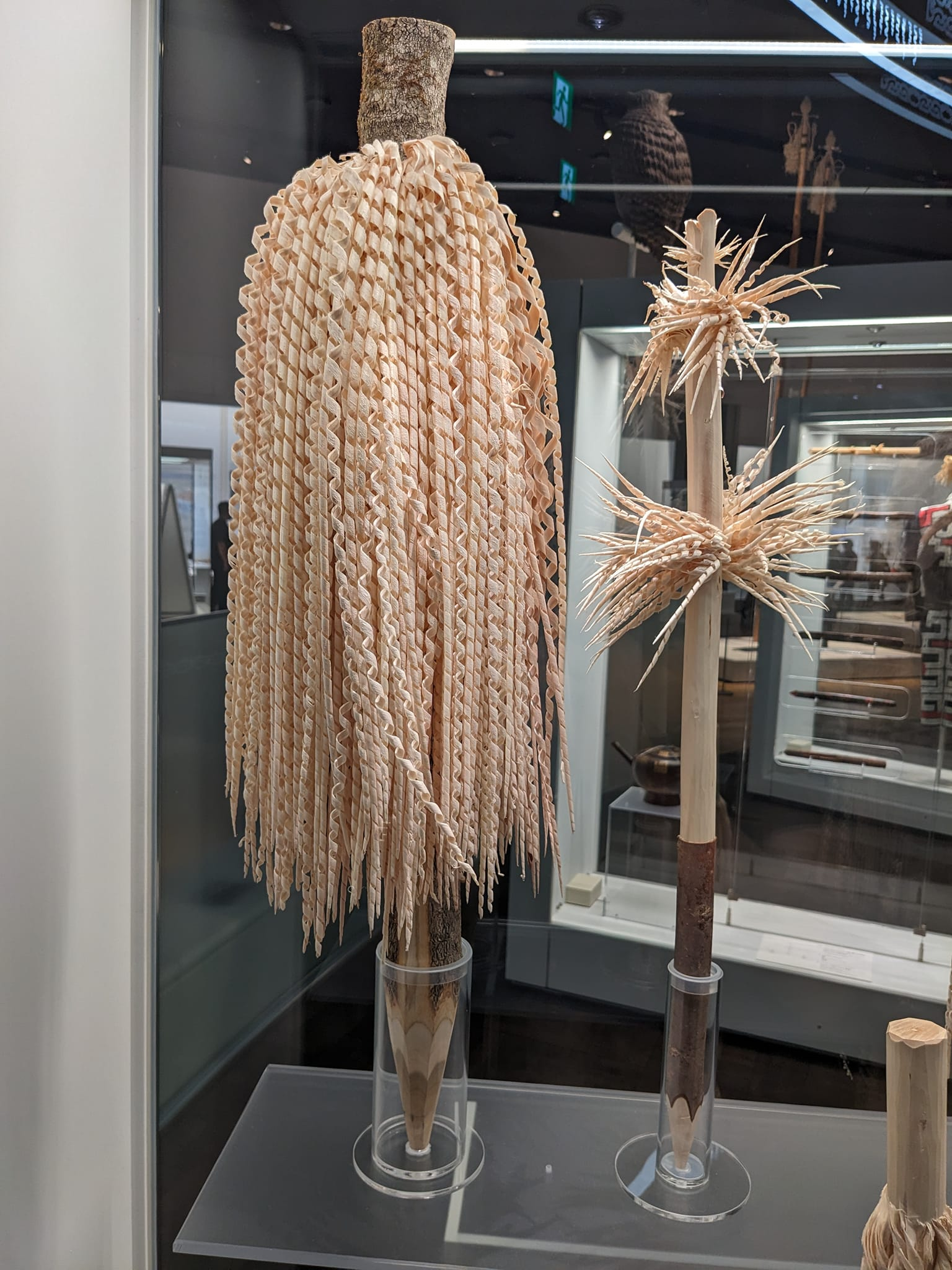
家の守り神のイナウ。ウポポイの展示品

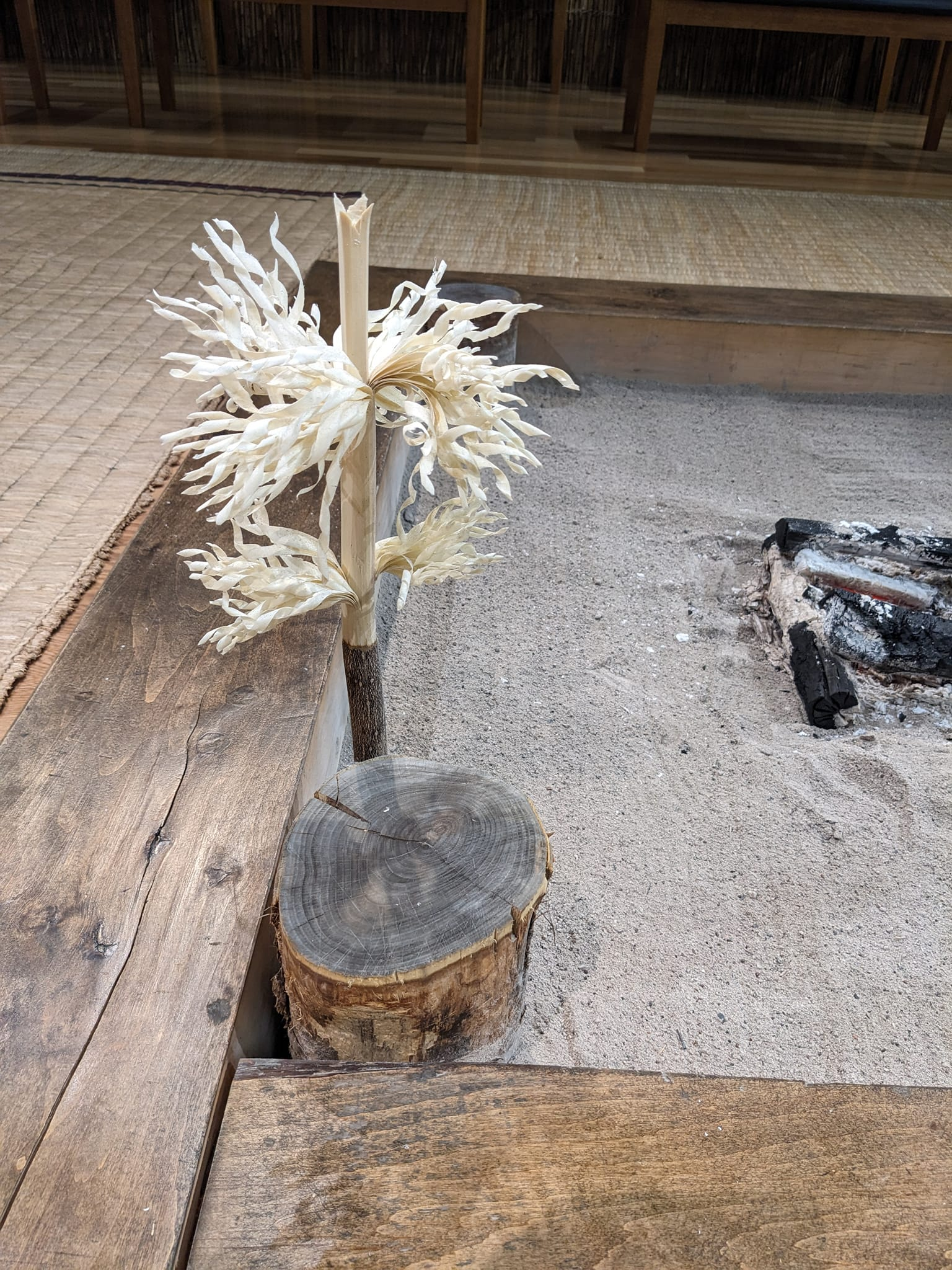
炉のアペフチ（火の姥神）に捧げられたイナウ。ウポポイで撮影

イナウ（アイヌ語: イナウ / inaw）または木幣（もくへい）とはアイヌの祭具のひとつ。カムイ（神）や先祖の霊と人間の間を取り持つ供物である。

## 特徴
イナウは一本の自然木の棒からすべて削り出している。典型的なイナウは、直径数センチ程度の樹木を素材とし、表面を薄く削り出した房状の「キケ」を持っている。キケは大別して長短2種があり、形や削り方でさらに細分できる。イナウには性別があり、キケを撚る（男）か散らす（女）か、根（男）と梢（女）のどちらに向かって削るか、軸の上端を水平（男）に切るか斜め（女）に切るか、など、形によって表され、捧げるカムイ・先祖の霊と異なる性別のイナウを捧げる方が良いとされる。

## 用途
イナウの用途は、カムイへの供物であり、祈りに際しての贈り物・メッセンジャー・神霊の依り代の役割を果たしている。
アイヌの人々はカムイに祈り、願う際にイナウを捧げる。それによって人間側の意図するところがカムイに伝わり、カムイの側も力や徳を増すと考えられていた。また、新しくカムイを作る際、その衣や刀や槍などの材料とするといった用途もあった。
イナウはカムイ・モシリ (kamuy mosir、神の世界）には存在しないものとされる。このような細かい工芸品は手先の器用な人間のみが作成可能で、カムイは人間から捧げられる以外、入手方法が無いのである。
イナウの多様性は、カムイの多様性を表している。カムイによっては定まった樹種を好む。

## 作り方
材料となる木をイナウネニ（inawneni、「イナウである木」）と呼び、通常はヤナギ（スス / susu）が使われたが、ミズキ（ウトゥカニ / utukani）やキハダ（シケレペニ / sikerepeni）で作られたものが上等品とされていた。木肌が白いミズキのイナウは天界で銀に、木肌が黄色いキハダのイナウは金に変ると信じられていたからである。イナウ作りはアイヌの男の大切な仕事のひとつとされ、重要な祭礼などを控えた日には祭礼の行われる場所に泊りがけで集い、イナウを作成したという。特にイオマンテ（熊送り）やチセノミ（新築祝い）など重要な儀式には大量のイナウが必要となるため、準備期間のかなりの時間がイナウ削りに費やされた。
イナウをつくるには、直径が3cmほどの素性が良い枝を採集し、大体70cmほどの長さに切る。そしてきれいに皮を剥ぎ、木肌をあらわにして乾燥させる。乾燥させるのは、木肌を薄く削る作業を容易にするためである。充分に原料の枝が乾燥したら、先に木片を刺した小刀を使い、木の端の方向に薄く削る。削る作業の繰り返しで、あたかも枝の先に木片の房が下がる形にするのである（完成）。イナウの種類によって造り方も異なるが、乾燥させた素材を小刀で削り、木片を下げさせる工程は変わりがない。
イナウを作成する際にでた削り屑や余った材などはそのまま捨てたりせず、集めて火にくべて燃やし、カムイの世界に送る。 削った際に出た破片一つ一つもすべてカムイになると考えられているためである。

## 種類
枝がついているものを特にハシナウ（hasinaw、「柴付きのイナウ」）という。神の衣や刀にするイナウキケ（inawkike、「削り掛けのイナウ」）、イヨマンテやチセノミに使用する、20個ほどのイナウを束にしたシロマイナウ（siromainaw、「立派なイナウ」）、非常に簡単に作れる略式のチェホロカケプイナウ（チェホㇿカケㇷ゚ イナウ、cehorkakep inaw、「逆さ削りのイナウ」）、冠にするイナウル（inawru）などがある。